# Podarcis raffonei
Podarcis raffonei  (лат.) — вид стенных ящериц семейства настоящих ящериц (Lacertidae). Эндемик Липарских островов (Италия).
Видовое латинское название происходит от фамилии Раффоне, девичьей фамилии жены первооткрывателя.
Это небольшая ящерица, длиной до 25 см, очень похожа на Podarcis siculus. Виды различаются окраской, как правило, у P. raffoneae она более тёмная, хотя и крайне изменчива, а также другими признаками, такими как присутствие незначительных пятен под горлом.
Насекомоядный вид, питающийся жуками и осами. В течение лета, когда количество насекомых уменьшается, рацион также включает в себя растительную пищу.
Яйцекладущая ящерица. В год бывает две-три кладки. Самка откладывает от 4 до 8 яиц, эмбриональное развитие продолжается около 2-х месяцев.
Ареал этого вида ограничивается Липарскими островами и разделён на четыре изолированных и относительно удалённых друг от друга популяции, расположенных на острове Вулькано, и трёх небольших островах: Стромболиккьо, Филикуди и Салина.